# Vương cung thánh đường Thánh Remi (Reims)
Nhà thờ Saint-Remi (tiếng Pháp: Basilique Saint-Remi) là một nhà thờ và tu viện có niên đại từ khoảng thế kỉ 10 ở Reims, Pháp. Đây là nhà thờ quan trọng thứ hai ở Reims, sau Nhà thờ chính tòa Đức Bà Reims. Đây là nơi lưu giữ thánh tích của Thánh Remigio (Giám mục thành Reims), người đã làm lễ rửa tội cho vua Clovis. Nhà thờ này đã được ban tước hiệu vương cung thánh đường. Năm 1991, quần thể kiến trúc tôn giáo Reims gồm nhà thờ Đức Bà, Cung điện Tau và nhà thờ Saint-Remi đã được UNESCO công nhận là Di sản thế giới.

## Lịch sử
Năm 496, Thánh Remigio đã làm lễ rửa tội cho Clovis, vua của người Francs sau trận Tolbiac. Vị Giám mục này qua đời ở tuổi 96 vào năm 533. Để lưu giữ hài cốt của ông, người ta đã cho xây một nhà nguyện nhỏ. Khoảng năm 750 - 760, tổng Giám mục Turpin đã cho thành lập một cộng đoàn tu sĩ ở khu vực này. Khoảng giữa thế kỉ 9, tổng Giám mục Hincmar, đã quyết định cho xây dựng một nhà thờ lớn có kiến trúc kiểu La Mã thay thế cho nhà nguyện nhỏ. Công trình này được hoàn thành năm 1049 và được đích thân Giáo hoàng Leo IX làm lễ rửa tội.
Năm 1162, tu viện trưởng Pierre de Celle quyết định thay thế phần cổng theo kiến trúc La Mã bằng phần xây dựng mới theo kiến trúc Gothic. Các phần khác của nhà thờ cũng được thay thế dần trong các cuộc sửa chữa vào năm 1181, đầu thế kỉ 16 và thế kỉ 17. Trong thời gian Cách mạng Pháp diễn ra nhà thờ bị hủy hoại khá nhiều, mãi đến thế kỉ 19 thì tháp phía Bắc và phần hành lang mới được tu sửa. Năm 1991, quần thể kiến trúc tôn giáo Reims gồm nhà thờ Đức Bà, Cung điện Tau và nhà thờ Saint-Remi đã được UNESCO công nhận là Di sản thế giới.

## Kiến trúc
Gian giữa và cánh ngang của nhà thờ là phần cổ nhất với kiến trúc kiểu La Mã, các phàn còn lại có kiến trúc mới hơn. Các bức điêu khắc có giá trị bên trong nhà thờ đã bị cướp phá khá nhiều trong thời gian Cách mạng Pháp. Phần còn nguyên vẹn nhất có lẽ là các cửa kính màu có niên đại từ thế kỉ 12 ở phần hậu cung nhà thờ cũng như các tấm thảm kể lại câu chuyện về saint Remi do Robert de Lenoncourt hiến tặng.

## Hình ảnh

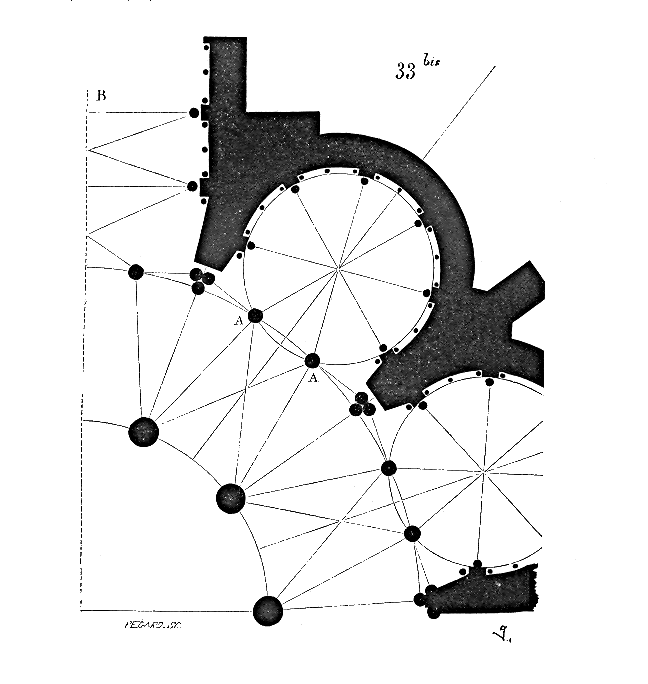
Sơ đồ nhà thờ
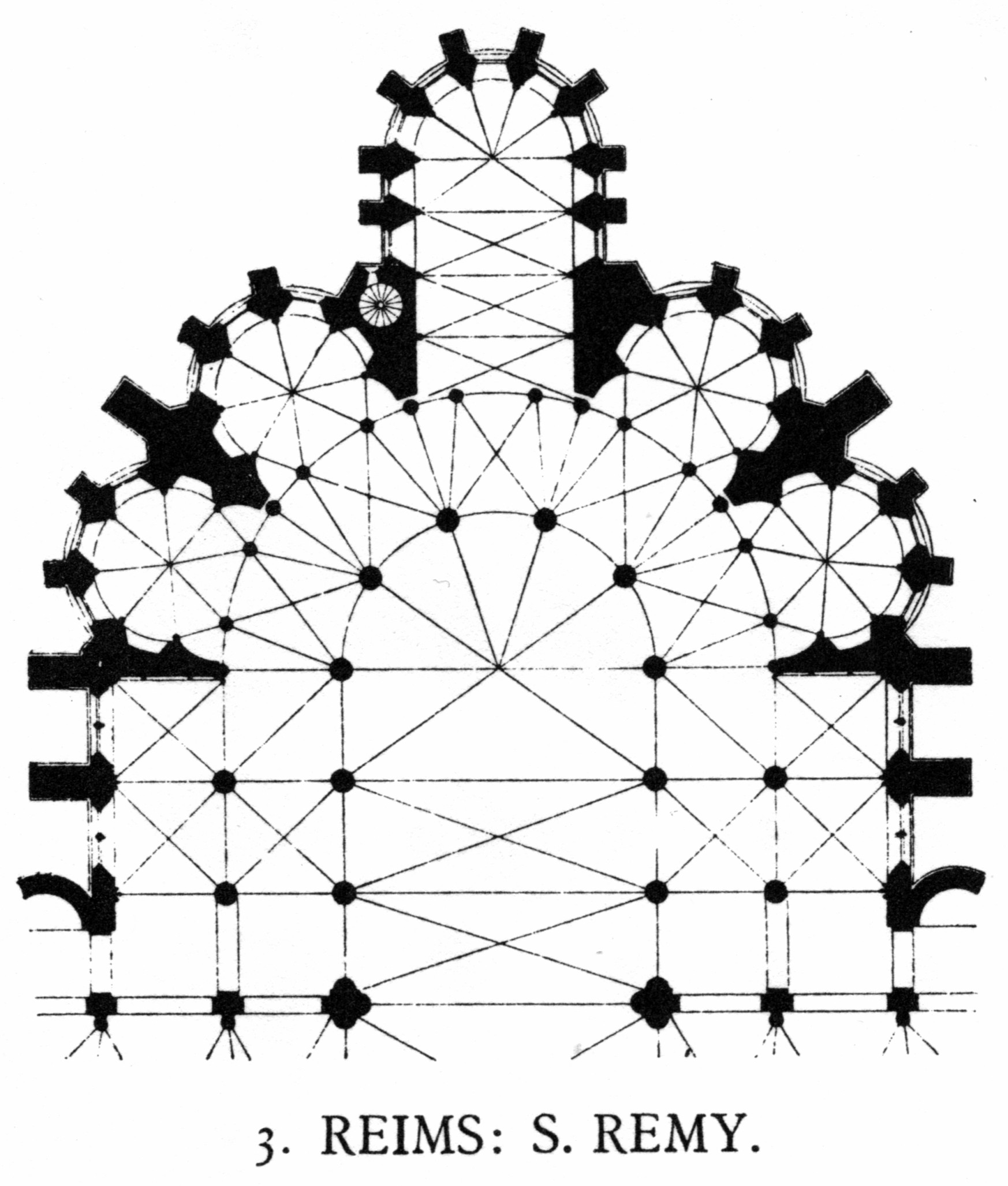
Sơ đồ nhà thờ
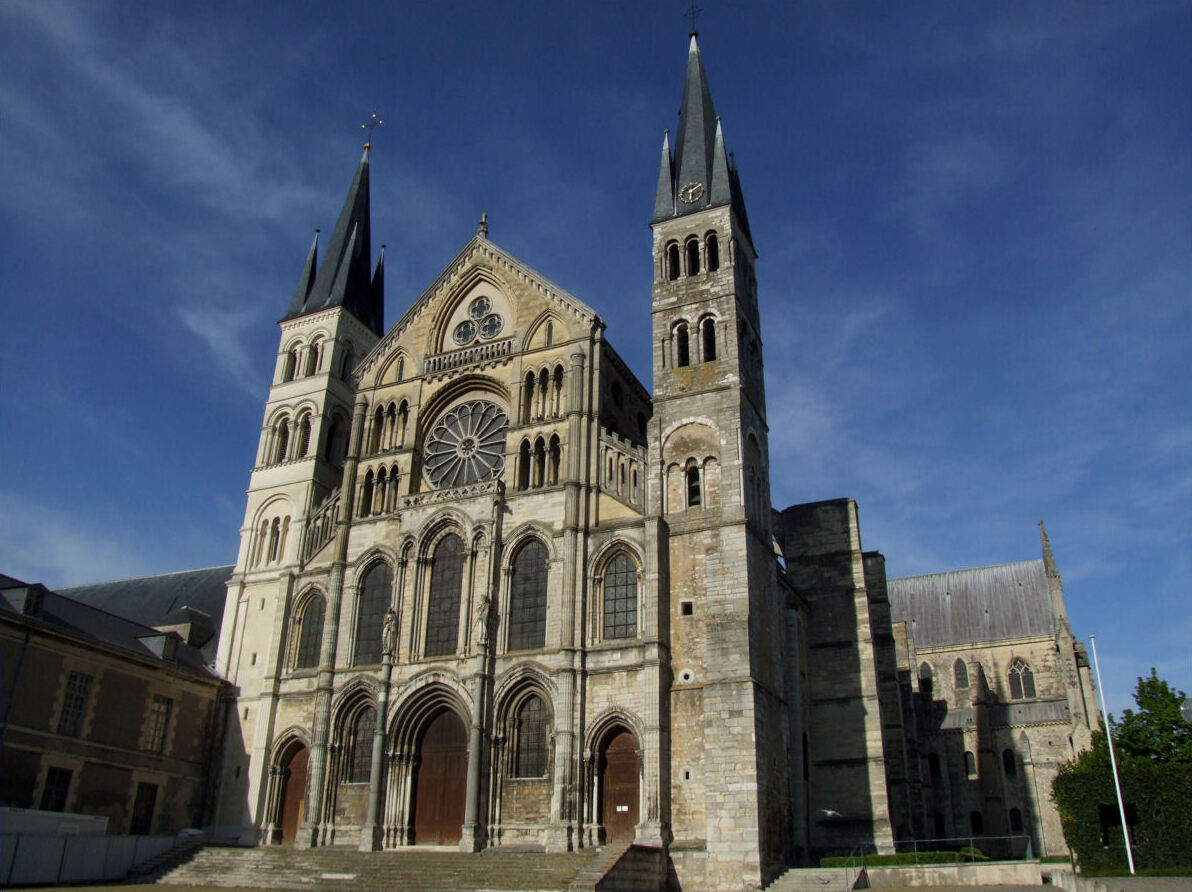
Toàn cảnh
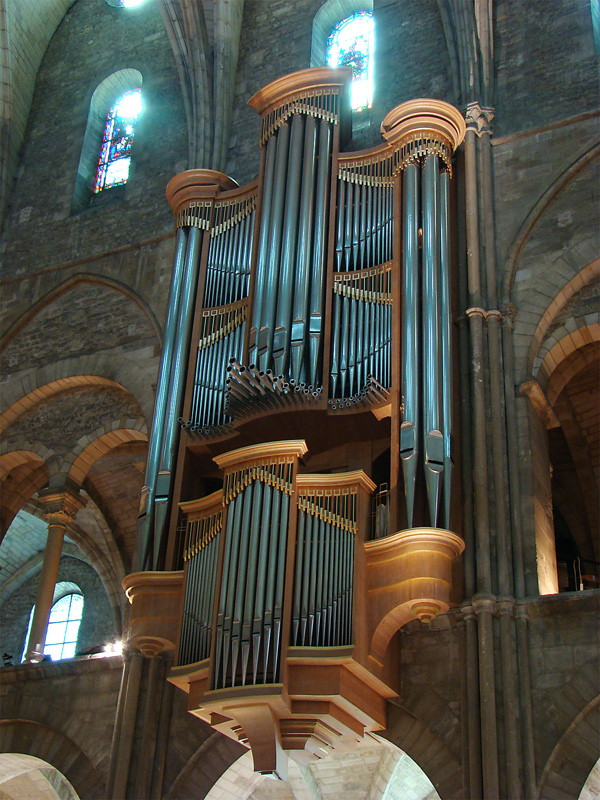
Đàn orgue bên trong nhà thờ
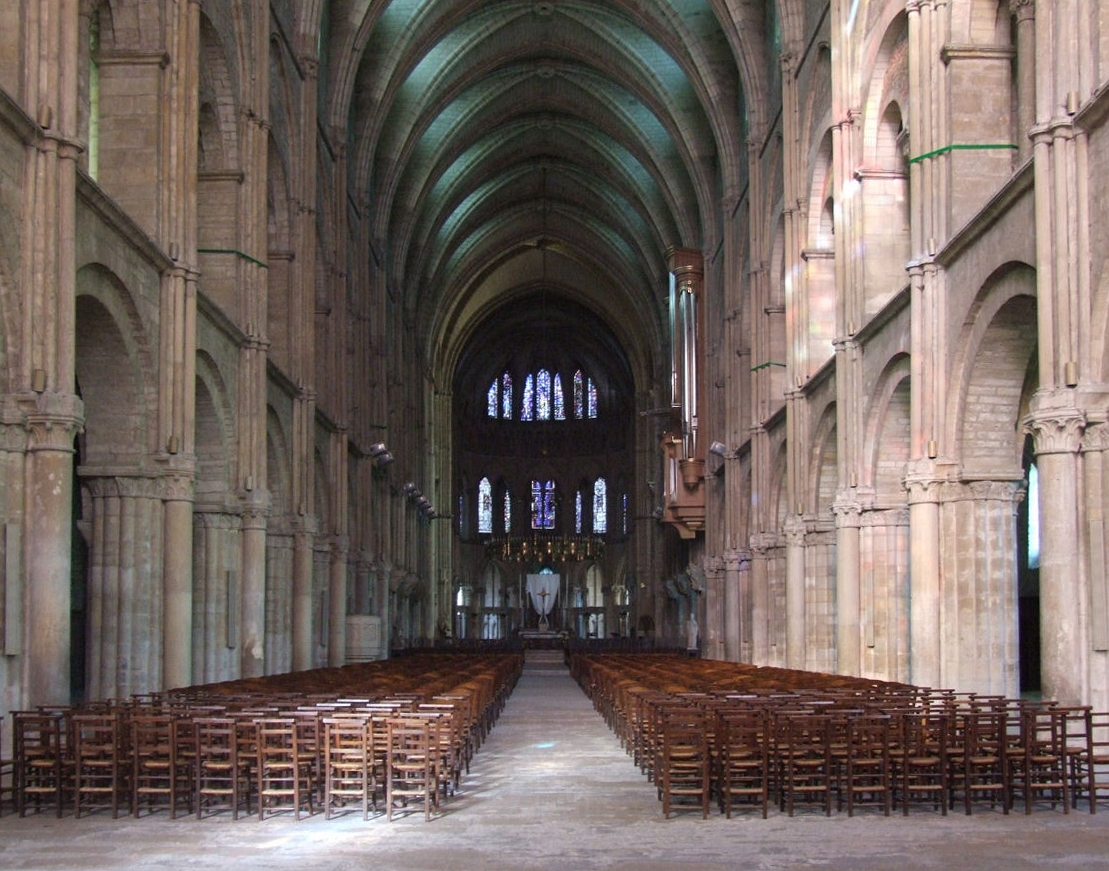
Bên trong nhà thờ
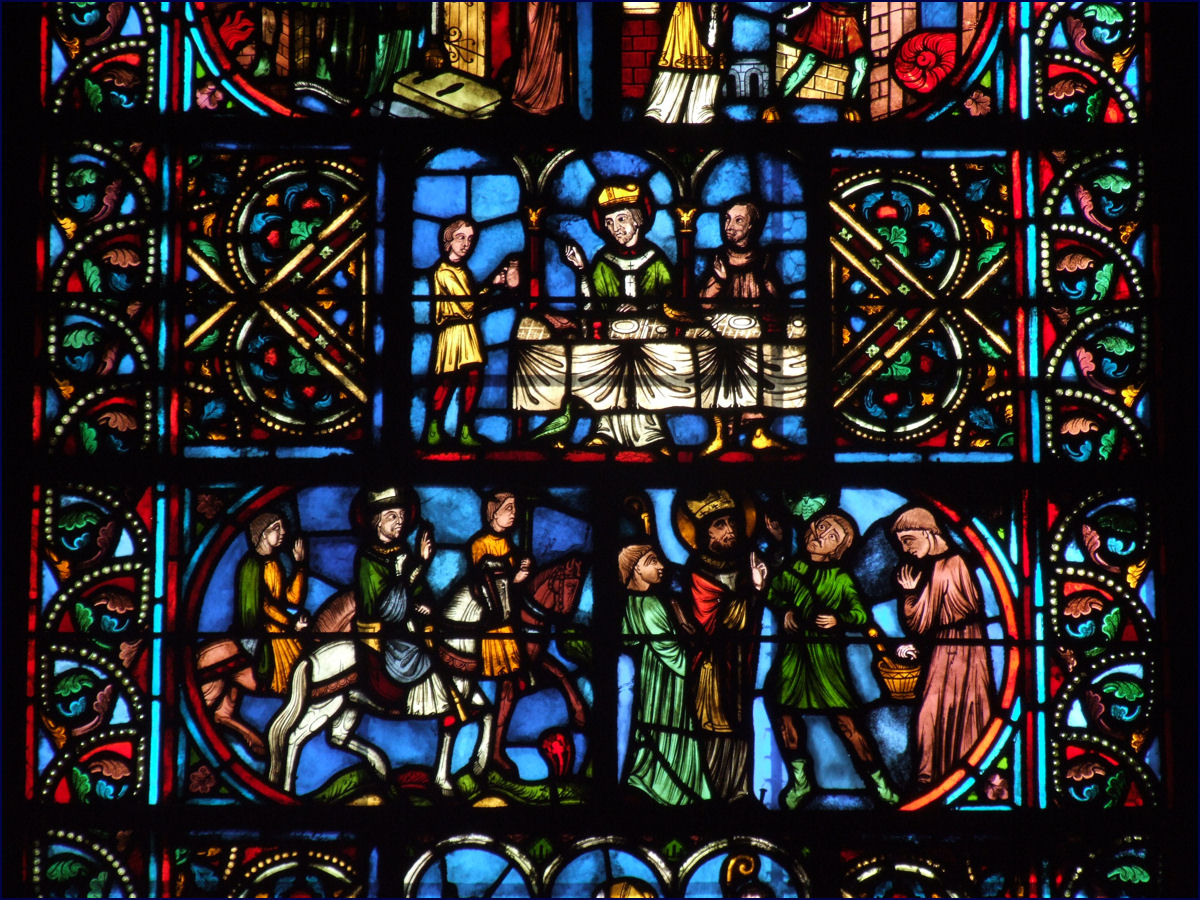
Kính màu
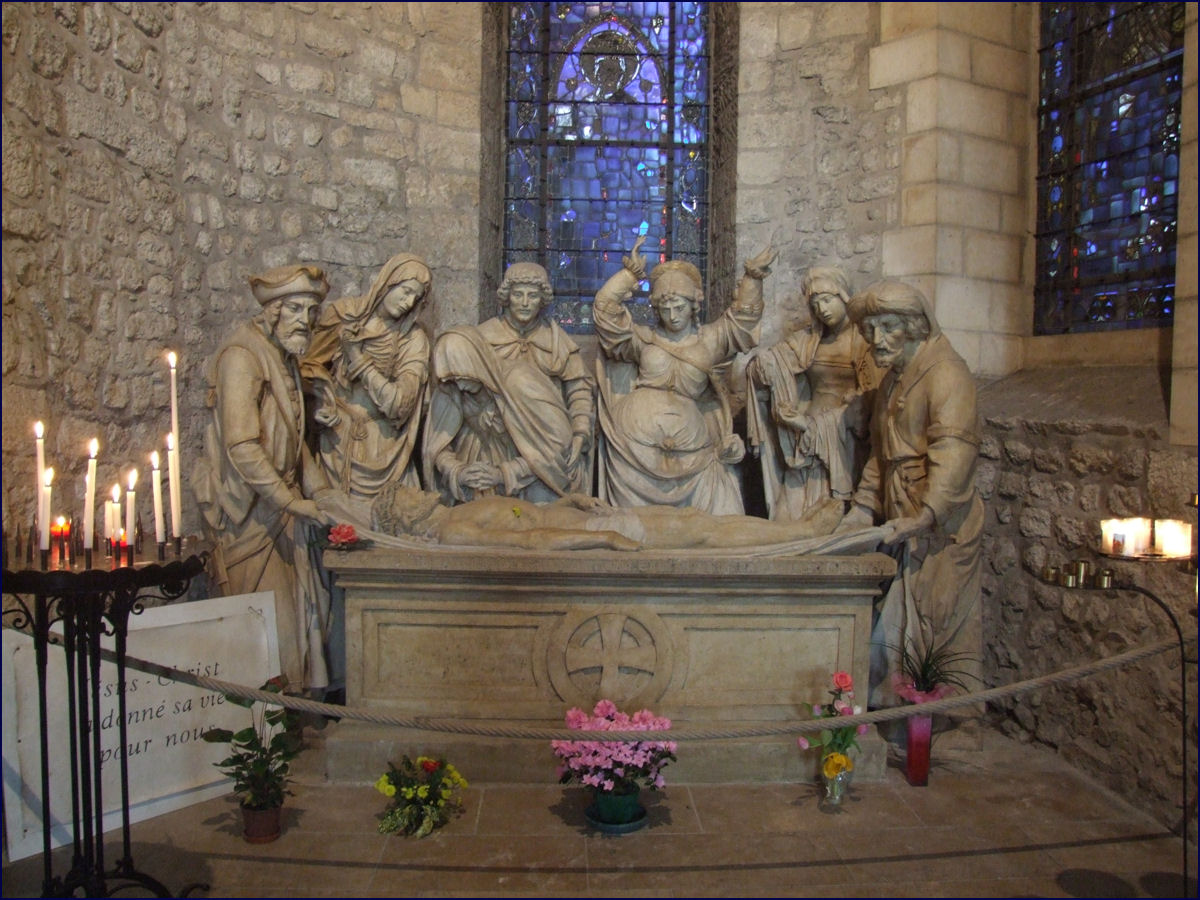
Thánh tích của Saint-Remi